# Stephanostomum baccatum
Stephanostomum baccatum är en plattmaskart. Stephanostomum baccatum ingår i släktet Stephanostomum och familjen Acanthocolpidae. Inga underarter finns listade i Catalogue of Life.